# Gabès Ouest
Gabès Ouest est une délégation tunisienne dépendant du gouvernorat de Gabès.
En 2004, elle compte 28 389 habitants dont 14 291 hommes et 14 098 femmes répartis dans 5 801 ménages et 6 720 logements.